# Country Club (Missouri)
Country Club è un villaggio degli Stati Uniti d'America, situato nello Stato del Missouri, nella contea di Andrew.